# Странные взрослые
«Стра́нные взро́слые» — советский лирический телефильм 1974 года, повествующий о сложности взаимоотношений взрослых и детей. В основе сюжета — одноимённая повесть Аркадия Минчковского. Один из лучших фильмов в кинокарьерах Льва Дурова и Маргариты Сергеечевой.

## Сюжет
На глазах театрального осветителя Петра Рябикова девочка-первоклассница перебегает дорогу перед близко идущей поливальной машиной. Пётр перехватывает её и, желая наказать, решает отвести её домой, к родителям. Однако когда он её туда отводит, то выясняется, что это детский дом, а девочка, которую друзья зовут Тоней (её настоящее имя — Джульетта), — сирота. Пётр уже немолод, живёт в коммунальной квартире, у него есть жена, но нет детей. Чувствуя также некоторую вину перед Тоней, он желает её удочерить. Так в большой квартире, где до этого жили только взрослые, появляется маленькая девочка, которая полностью меняет их монотонную жизнь.

## В ролях
- Маргарита Сергеечева (в титрах Рита Сергеечева) — Джульетта (Тоня) Рябикова (Антонова), сирота, приёмная дочь Пети и Анны, подруга Толика
- Лев Дуров — Пётр (Петя) Васильевич Рябиков, муж Анны, приёмный отец Джульетты, мастер по свету в театре, член месткома
- Ирина Кириченко — Анна (Аня) Рябикова, жена Пети, приёмная мать Джульетты
- Евгения Ханаева — Августа Яковлевна, соседка Рябиковых с кошкой Василисой (Ваской), вдова
- Зиновий Гердт — Олег Оскарович Кукс, сосед Рябиковых, писатель
- Александр Демьяненко — Евгений (Женя, Женик) Павлович Наливайко, муж Оли, сосед Рябиковых
- Алла Мещерякова — Ольга (Оля, мамочка) Николаевна Наливайко, жена Жени, соседка Рябиковых
- Наталья Мартинсон — Маргарита (Рита), невеста Юры, соседка Рябиковых
- Владимир Романовский — Анатолий (Толик), друг Джульетты соседский мальчик, ученик музыкальной консерватории (в титрах Володя Романовский)
- Юрий Каморный — Юрий (Юра), жених Риты, моряк
- Ольга Казакова (в титрах Оля Казакова) — Валерия (Лера), соседская девочка
- Антонина Шуранова — Нина Ивановна, воспитательница детского дома
- Тамара Колесникова — мать Толика, соседка Рябиковых
- Вера Липсток — мать Леры, соседка Рябиковых
- Любовь Тищенко — женщина в электричке (нет в титрах)
- Леонид Михайлов — соседский мальчик (нет в титрах)
- Алексей Сироткин — соседский мальчик (нет в титрах)
- Сергей Смирнов — сирота, детдомовец (нет в титрах)
- Игорь Захаров — эпизод (нет в титрах)

## Съёмочная группа
- Режиссёр: Аян Шахмалиева
- Сценаристы: Мария Зверева (Кожина), Аркадий Минчковский
- Оператор: Юрий Векслер
- Композитор: Вениамин Баснер
- Художники: Марксэн Гаухман-Свердлов, Римма Наринян